# Guvernul Țării Galilor
Guvernul Țării Galilor (în galeză Llywodraeth Cymru) este corpul executiv devoluat din Țara Galilor.